# Xeniades
Xeniades is een geslacht van vlinders van de familie dikkopjes (Hesperiidae), uit de onderfamilie Hesperiinae.

## Soorten
- X. chalestra (Hewiston, 1866)
- X. ethoda (Hewitson, 1866)
- X. orchamus (Cramer, 1777)
- X. victoria Evans, 1955